# 앙드레 셰베리
앙드레 셰베리(André Sjöberg, 1974년 2월 9일 ~ )는 스웨덴의 배우, 텔레비전 배우이다. 에스킬스투나에서 태어났다.

## 영화
- 헤븐 온 어스 (2015년)
- 요한 포크 - 코드네임 리사 (2013년)
- 첩보원: 독일군 잠입작전 (2011년)
- 디 아웃로스 (2009년)
- 솔스톰 (2007년)
- 피부 가까이 (2005년)
- 천국에 있는 것처럼 (2004년)